# کوریدوراس پیگمی

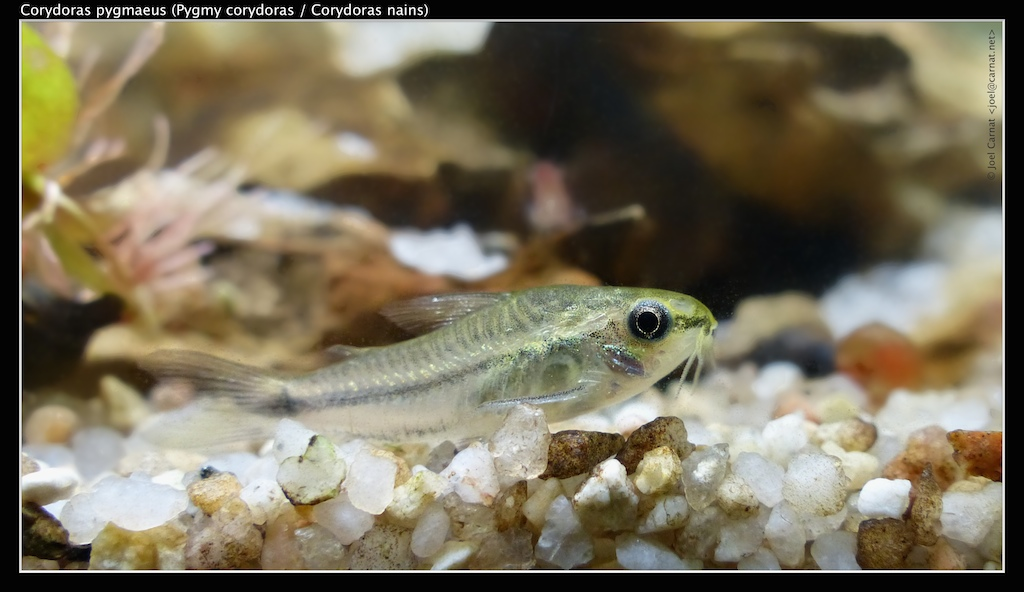

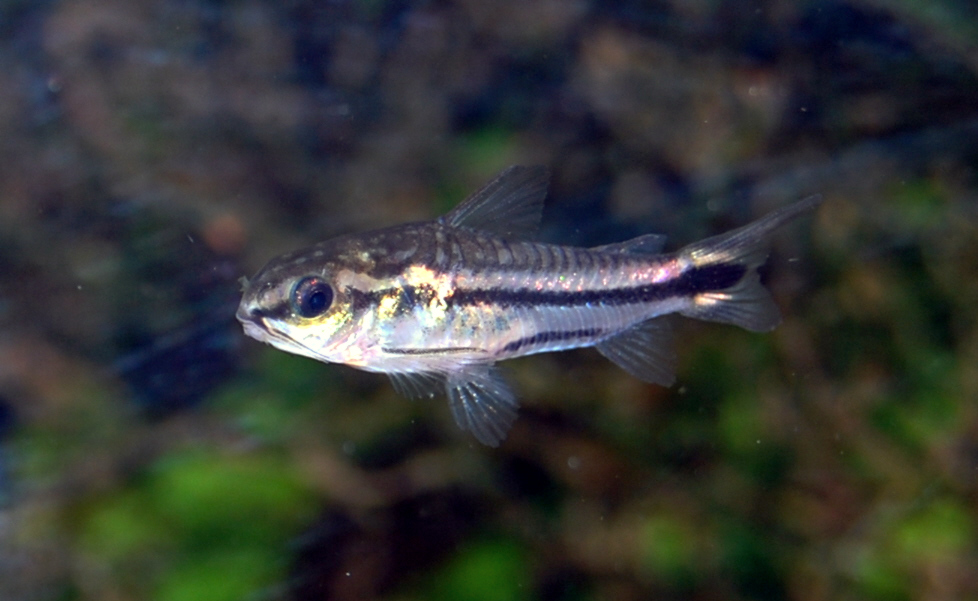

کوریدوراس پیگمی (Corydoras pygmaeus) یا گربه‌ماهی پیگمی، یک ماهی مناطق گرمسیری و آب شیرین متعلق به زیر خانواده کوریدوراس‌ها از خانواده گربه‌ماهیان زره‌دار است. خاستگاه آن از آبهای داخلی آمریکای جنوبی در حوضه رودخانه مادیرا در برزیل می‌باشد.
حداکثر طول نرها در این گونه بعضاً به ۳٫۲ سانتیمتر (۱٫۳ اینچ) می‌رسد. اندازه‌های طبیعی در نرهای بالغ ۱٫۹ سانتیمتر (۰٫۷۵ اینچ) و در ماده‌ها به ۲٫۵ سانتیمتر (۱٫۰ اینچ) می‌رسد. ماده‌ها به‌خصوص زمانی که تخم دارند علاوه بر طول بزرگتر، دارای بدنی گردتر و پهن‌تر نسبت نرها هستند. بچه ماهی‌های جوان پس از تخم ریزی به سرعت رشد می‌کنند و در طول شش تا هشت هفته به ۱۳ میلیمتر (۰٫۵۱ اینچ) می‌رسند.
کوریدوراس پیگمی در آب و هوای گرمسیری در آبی با پی‌اچ بین ۶٫۰ تا ۸٫۰، سختی آب ۲ تا ۲۵ و محدوده دمایی بین ۲۲ تا ۲۶ درچه سانتیگراد زندگی می‌کنند. آنها از کرم‌ها، سخت پوستان کف بستر، حشرات و مواد گیاهی تغذیه می‌کند.
این گونه یک ماهی صلح‌جو است و می‌توان آنها را در آکواریومی با گونه‌های کوچک‌تر مانند تترا اخگر نگهداری کرد. می‌توان آن را با اکثر غذاهایی که به کف آب می‌رسند مانند پولکی‌ها، غذاهای منجمد و سایر غذاهای خشک تغذیه کرد. می‌توان آن را با میگوهای کوچک و حلزون نگهداری کرد. در آکواریوم‌ها، آنها اغلب بر روی بسترهای دانه ریز مانند ماسه نگهداری می‌شوند. این به آنها امکان می‌دهد بدون آسیب زدن به سبیلک خود که اغلب در زیر لایه‌های تیز زخمی می‌شوند، زیر لایه را حفر کنند. آنها اغلب در آکواریوم در PH بین ۶٫۵ تا ۷٫۰ نگهداری می‌شوند.